# Rotterdamsche Droogdok Maatschappij
Rotterdamsche Droogdok Maatschappij (RDM) – największy holenderski zakład przemysłu stoczniowego w Rotterdamie w Holandii, istniejący od 1902 do 1996 roku. W okresie swojego istnienia zbudował 355 w jednostek morskich, 18 z nich stanowiły okręty podwodne. Wyposażona była w 12 pływających doków, a w szczycie rozwoju zatrudniała 7000 pracowników.

## Historia

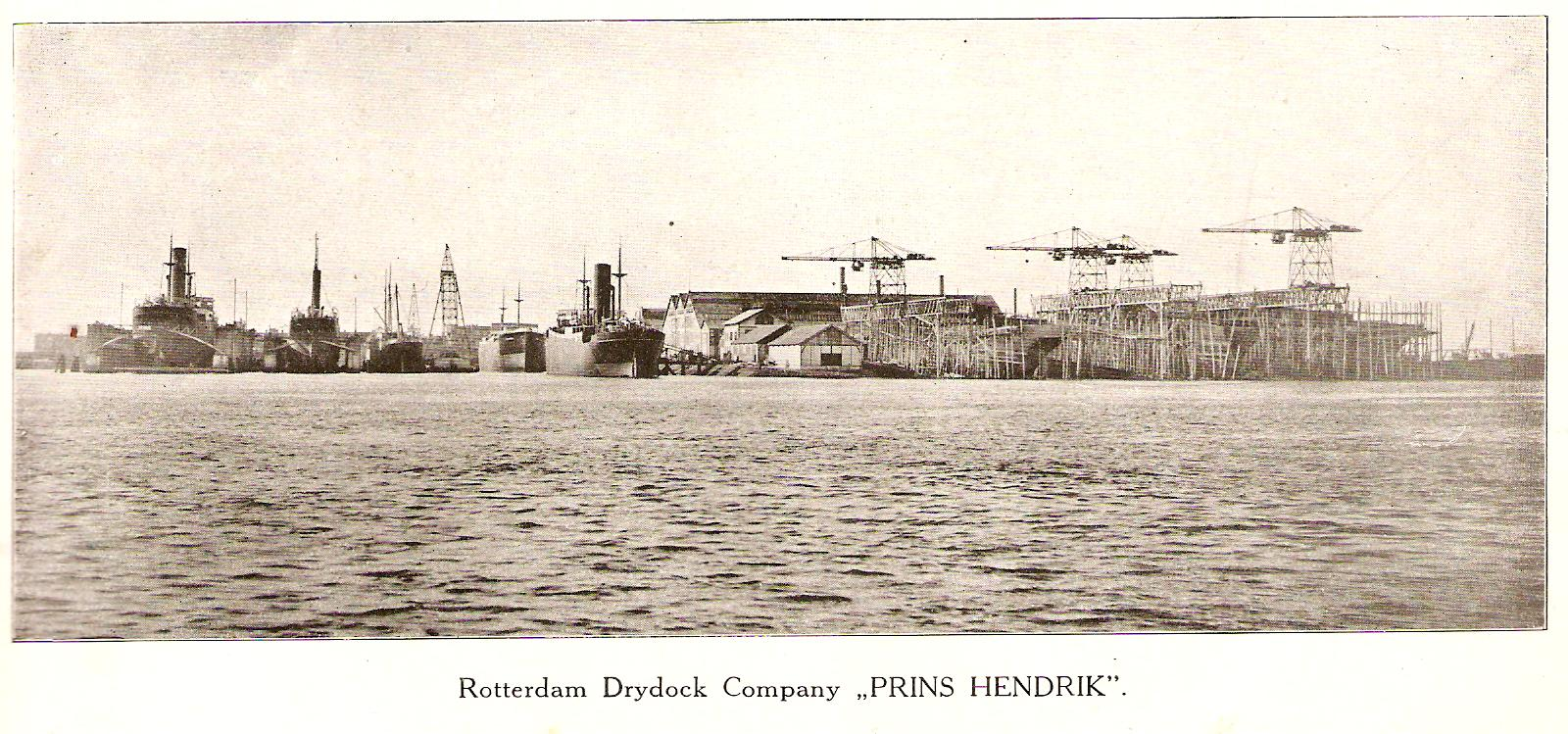
Doki stoczni w roku 1918

РDM został utworzony 23 stycznia 1902 r. w powiecie Heijplaat, położonym nad brzegiem Mozy (lokalne 'Mozę').
W 1928/29 zbudowano halę budowy okrętów podwodnych 'Onderzeebootloods'. Powstało w niej 17 holenderskich i 1 polski okręt podwodny. Po napaści Niemiec na Holandię w maju 1940 roku, dwa z nich dostały się w ręce niemieckie, i właściwie służyły w Kriegsmarine, marynarki wojennej nazistowskich Niemiec. Niemcy także instalują tutaj na swoich okrętach chrapy wynalezione w Holandii, które pozwalają na poruszanie się okrętów podwodnych w zanurzeniu na silnikach spalinowych, co znacznie poszerza ich zasięg. Hala jest częścią kampusu, łączącego badania naukowe uczelni i rozwój przedsiębiorstw.

### II wojna światowa
Podczas II Wojny Światowej, firma trafiła w ręce Niemców w stanie nienaruszonym. Kierownictwo będącego dotąd głównym dostawcą królewskiej holenderskiej marynarki wojennej. podjęło decyzję o kontynuowaniu produkcji na dotychczasowych zasadach, mimo oficjalnego zakazu ze strony generała Henry Winkelmana - przedstawiciela królowej Wilhelminy (która sama schroniła się w Wielkiej Brytanii), który kategorycznie zabronił wszelkich prace w niemieckich programach wojskowych. Praca na holenderskiej produkcji wojskowej można było kontynuować.
W latach 1940–1945 prowadzono politykę milczącej opozycji. Głównym celem zarządu przedsiębiorstwa było chronić pracowników przed deportacjami. Niemniej jednak w 1942 roku, około 250 mężczyzn zmuszono do pracy przymusowej w niemieckiej stoczni blohm-Voss w Hamburgu. Poziom produkcji wojskowej w czasie konfliktu zbrojnego osiągnął tylko połowę poziomu produkcji w czasie pokoju. Po wojnie nikt z dyrektorów nie został skazany za współpracę.

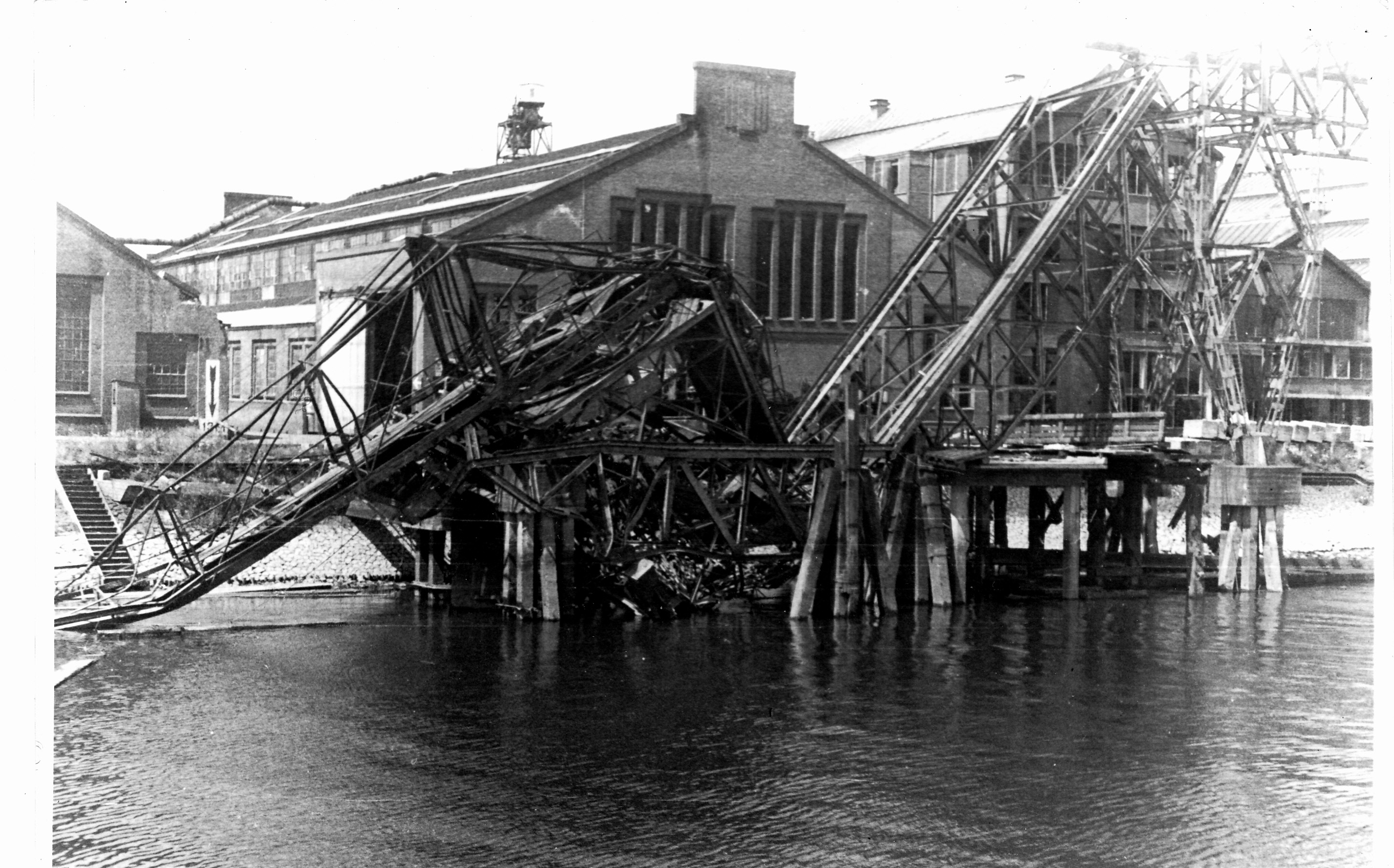

W czasie wojny w stoczni ukończono budowę 32 jednostek morskich, 24 z nich stanowiły małe okręty wojenne dla Kriegsmarine. Stocznia była także celem ataków powietrznych Królewskich sił powietrznych.
Po rozpoczęciu operacji "Market-Garden" 17 września 1944 r. niemieckie władze okupacyjne Holandii postanowiły zniszczyć wszystkie główne porty, obiekty portowych i infrastrukturę morską Holandii. W rezultacie, RDM został niemal całkowicie zniszczony: pływające doki zostały zatopione, a wszystkie główne dźwigi wysadzone w powietrze. Niemcy dokonali też rabunku podstawowych narzędzi produkcji, zwłaszcza ciężarówek i maszyn. W ciągu sześciu miesięcy po zakończeniu wojny, cztery pływające doki zostały zapisane i przywrócone.

### Po wojnie

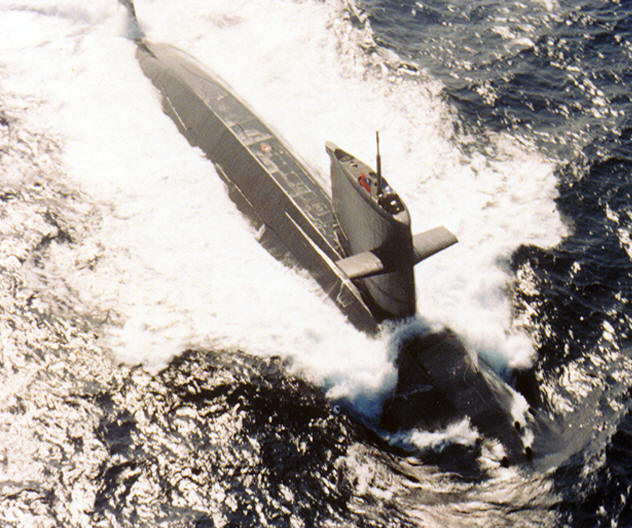
Okręt podwodny typu Chien Lung tajwańskiej marynarki wojennej

4 marca 1966 roku, połączenie stoczni Koninklijke Maatschappij de Schelde i Motorenfabriek Тhomassen doprowadziło do powstania Ren-Skalda Machinefabrieken łazience Scheepswerven (RSMS), i późniejszej fuzja z 1 stycznia 1971 roku z Verolme Verenigde Scheepswerven (air FORCE) doprowadziła do powstania firmy Ren-Skalda-Verolme Machinefabrieken własnej Scheepswerven (RSV).
6 kwietnia 1983 r. ogłoszono upadłość RSV i RDM. Zakłady na lądzie stałym zostały zamknięte, a dział napraw przeniesiono do Wilton-Fijenoord, sprzedano też dwa największe doki. Pozostałe zaś składniki przedsiębiorstwa i zakłady przemysłu maszynowego zostały przypisane do nowej firmy RDM Nederland BV, stanowiącej własność rządu
Działalność stoczniowa została wznowiona na zlecenie holenderskiej marynarki, kiedy podjęto budowę okrętów podwodnych typu Okręty podwodne typu Walrus. Z powodów politycznych zablokowano jednak produkcję okrętów podwodnych dla Tajwanu. Po ponownym spadku produkcji stoczniowej, przedsiębiorstwo zaangażowało się w działania w zakresie technologii projektowania systemów dla branży wojskowej i energetycznej, a nazwa firmy uległa zmianie na РDМ Technology. Sekcja stoczniowa zaś przeszła w ręce grupy Damen pod nazwą Damen Schelde Naval Shipbuilding.
20 grudnia 1991 roku, firma została sprzedana przez rząd na Grupie Begerman z Joep van den Nieuwenhuyzen, i został przemianowana РDМ Technology Holding BV. Z powodu braku zamówień, po reorganizacji w 1993 i 1994 roku zatrudnienie zostało zmniejszone z 1200 do 500, przedsiębiorstwo zaś podzielone na RDM Technology BV i RDM Submarines BV.
W 1996 roku przedsiębiorstwa te zostały nabyte przez Van der Nieuwenhuyzen. Zostały one wykorzystane do wielu działań i operacji finansowych w przemyśle zbrojeniowym, bez związku już jednak z przemysłem stoczniowym. Tereny stoczni zostały ostatecznie przejęte przez miasto Rotterdam.

### Zbudowane jednostki
Lista jednostek zbudowanych w RDM obejmuje:
- Okręty Marynarki wojennej

| Nazwa                      | Wodowany   | Uwaga                                              |
| Krążowniki                 | Krążowniki | Krążowniki                                         |
| -------------------------- | ---------- | -------------------------------------------------- |
| De Zeven Provinciën (C802) | 1950       |                                                    |
| Niszczyciele               |            |                                                    |
| Gerard Callenburgh         | 1939       |                                                    |
| Tjerk Hiddes               | 1939       | nie została zakończona z powodu ii wojny światowej |
| Holland (D808)             | 1953       |                                                    |
| Noord-Brabant (D810)       | 1953       |                                                    |
| Limburg (D814)             | 1955       |                                                    |
| Utrecht (D817)             | 1956       |                                                    |
| Rotterdam (D818)           | 1956       |                                                    |
| Okręty podwodne            |            |                                                    |
| K XIV                      | 1931       |                                                    |
| K XV                       | 1932       |                                                    |
| K XVI w.                   | 1933       |                                                    |
| ORP „Sęp”                  | 1938       |                                                    |
| Hr.Ms. O 23                | 1939       |                                                    |
| Hr.Ms. O 24                | 1940       |                                                    |
| Hr.Ms. O 26                | 1940       |                                                    |
| Hr.Ms. O 27                | 1941       |                                                    |
| Dolfijn                    | 1959       |                                                    |
| Zeehond                    | 1960       |                                                    |
| Tijgerhaai                 | 1971       |                                                    |
| Zwaardvis                  | 1970       |                                                    |
| Walrus                     | 1985       |                                                    |
| Zeeleeuw                   | 1987       |                                                    |
| Dolfijn                    | 1990       |                                                    |
| Bruinvis                   | 1992       |                                                    |
| Okręty zaopatrzeniowe      |            |                                                    |
| Poolster                   | 1963       |                                                    |
| Slup                       |            |                                                    |
| Hr.Ms. Van Kinsbergen      | 1939       |                                                    |

- Statki pasażerskie
  - Nieuw Amsterdam, rozpoczęta w 1936 roku
  - Rotterdam, rozpoczęła się w 1956 roku

### Reaktorów dla elektrowni jądrowych
W stoczni rotterdamskiej zbudowano 22 obudów reaktorów dla elektrowni jądrowych na całym świecie. Należą do nich:
- Holandia:
  - Borssele (1 reaktor)
- Belgia:
  - Doel-3
  - Tihange-2
- Elementy dla reaktorów w: Argentynie (1) Niemczech (2) Hiszpanii (2), USA (10), Szwecji (1) i Szwajcarii (2).

W Belgii reaktorów liczne małe wady zostały ujawnione podczas kontroli błędów 2012, z niewiadomymi konsekwencjami w niedalekiej przyszłości tych dwóch reaktorów.